# Michael Kenney
Micheal Kenney spelar keyboard för det engelska bandet Iron Maiden. Han är även Steve Harris basinstrumenttekniker. Sedan Brave New World så har Steve Harris spelat keyboard vid studioinspelningar. Michael Kenny spelar sen dess endast keyboard vid livespelningar, och man kan höra honom på bland annat Rock in Rio och Death on the Road.